# Niederberg-Tunnel
Der Niederberg-Tunnel – auch Thallichtenberger Tunnel genannt – ist einer von insgesamt zwei Tunneln der größtenteils stillgelegten Bahnstrecke Türkismühle–Kusel. Das insgesamt 143 Meter lange Bauwerk ist seit 1993 Bestandteil des Fritz-Wunderlich-Wegs.

## Lage
Der Tunnel befand sich entlang der stillgelegten Bahntrasse beim Streckenkilometer 27,7 von Türkismühle aus. und dient der Unterquerung des namensgebenden Niederbergs. Er liegt südwestlich des Siedlungsgebiets von Thallichtenberg. Unmittelbar östlich des Ostportals wird die Bahntrasse von einer Brücke überquert.

## Geschichte

### Entwicklung bis zur Stilllegung
Erste Bemühungen, die auf einen Bahnanschluss der Region abzielten, gehen bis ins Jahr 1856 zurück. Im Zuge des Baus der Rhein-Nahe-Bahn zielte eine Initiative darauf ab, eine Trasse über Lauterecken, Altenglan und Kusel bis nach St. Wendel und Neunkirchen auf den Weg zu bringen. Die Bestrebungen hatten jedoch keinen Erfolg, da Preußen eine solche Bahnstrecke in erster Linie innerhalb des eigenen Territoriums haben wollte, einige Gemeinden entlang dieser Streckenführung hingegen zu Bayern gehörten.
Bereits in den 1860er Jahren gab es Bestrebungen, eine Bahnverbindung zwischen Türkismühle und Kusel herzustellen, was jedoch erfolglos blieb. Lediglich Kusel erhielt 1868 durch die Strecke von Landstuhl aus Anschluss an das Eisenbahnnetz. Nachdem Anfang des 20. Jahrhunderts alles auf einen Lückenschluss zwischen Kusel und Türkismühle hingedeutet hatte, verhinderte der Erste Weltkrieg die weiteren Planungen. Erst 1931 gab das Reichsverkehrsministerium grünes Licht zum Bau der Strecke, um im Zuge der Weltwirtschaftskrise der Arbeitslosigkeit in der Region entgegenzuwirken. Baubeginn war 1932. Entsprechend den geographischen Gegebenheiten war zwischen den geplanten Bahnhöfen Ruthweiler und Thallichtenberg die Errichtung eines Tunnels, des sogenannten „Niederberg-Tunnel“, notwendig.
Nachdem das Teilstück Türkismühle–Freisen bereits 1934 und der Abschnitt Kusel–Diedelkopf am 15. Mai 1936 freigegeben worden war, erfolgte am 15. November 1936 der Lückenschluss zwischen Friesen und Dieselkopf einschließlich des Niederberg-Tunnels. Zwischen Kusel und Schwarzerden wurde der Personenverkehr 1951 für die Dauer von sieben Jahren eingestellt. Der durchgehende Güterverkehr endete mit der Einstellung des Verkehrs zwischen Freisen und Grügelborn 1957. 1964 endete der Personenverkehr auf dem Abschnitt Schwarzerden–Kusel erneut, zwei Jahre später ebenso der Güterverkehr. Die offizielle Stilllegung der Teilstrecke erfolgte 1970, ein Jahr später begann der Streckenabbau. Seither ist der Tunnel ohne Gleise.

### Teil des Fritz-Wunderlich-Wegs
Am 27. Juni 1993 wurde auf der Bahntrasse ein Rad- und Wanderweg, der Fritz-Wunderlich-Weg, eröffnet. Bereits Ende der 1970er Jahre war die Bahntrasse faktisch als solcher benutzt worden. Dieser Weg führt unter anderem durch den Tunnel hindurch. Im Zuge dessen Errichtung wurde der Tunnel mit einer Beleuchtung ausgestattet, die bei Näherung und Durchquerung von diesem aktiviert wird.